# ФК Краснодар
ФК Краснодар е руски футболен отбор от град Краснодар. Собственик е Сергей Галицки, бизнесмен управляващ веригата мазагини „Магнит“.

## История
Тимът е основан през 2008 г. Негов създател и собственик е Сергей Галицкий. През февруари 2008 г. клубът получава професионален лиценз и правото да играе в 2 дивизия.
„Краснодар“ завършва трети във Втора Дивизия, но се класира за Първа, тъй като някои от отборите отказват да участват в нея. През сезон 2009 г. тимът завършва 10-и в класирането.
През 2011 г. влизат в премиер-лигата вместо разпадналия се „Сатурн“. Старши треньор става Славолюб Муслин. Той купува двама футболисти от българското първенство в състава си. Това са Жоаозиньо и Марсио Нуньо. В края на сезона ФК Краснодар завършва на 9-о място. Също така за първи път се играе градско дерби извън столицата, което Краснодар печели.
През сезон 2013/14 Краснодар завършва на 5-о място в първенството и достига до финал за Купата на Русия, където губи от ФК Ростов след изпълнение на дузпи. През следващия сезон е първото евроучастие на „биковете“. Те достигат до групите на Лига Европа, след като побеждават Реал Сосиедад в плейофа. В групите на турнира Краснодар се пада в тежка група с Волфсбург, Лил и Евертън. Биковете обаче печелят само три точки и не минават групата.
На полусезона е привлечен Роман Широков. Той се превръща в една от основните фигури за завоюваното от Краснодар трето място в шампионата.

## Успехи

### Национални
Руска Премиер Лига
• 🥇 Шампион (1): 2024/2025
- Второ място (1): 2023/24
- Трето място (2): 2014/15, 2018/19

 Купа на Русия
- Финалист (2): 2013/14, 2022/23

Купа на ПФЛ:
- Трето място (1): 2008

### Международни
```
Лига Европа:
```

- 1/8 финал (2): 2016/17, 2018/19

## Срещи с български отбори
„Краснодар“ се е срещал с български отбори в приятелски срещи.

### „Лудогорец“
С „Лудогорец“ се е срещал два пъти в приятелски мачове. Първият мач е на 12 февруари 2014 г. в испанския курортен град Марбеля като срещата завършва 3 – 2 за „Лудогорец“. Вторият мач е на 28 юни 2015 г. в австрийското курортно градче Щрасвалхен като срещата завършва 3 – 2 за „Лудогорец“.

## Състав 2016/17
| №  | Пост | Играч                 |
| -- | ---- | --------------------- |
| 1  | В    | Станислав Крицюк      |
| 3  | З    | Налдо                 |
| 4  | З    | Александър Мартинович |
| 5  | П    | Дмитрий Торбински     |
| 6  | З    | Андреас Гранквист     |
| 7  | П    | Павел Мамаев          |
| 8  | П    | [Юрий Газински        |
| 10 | П    | Торнике Окриашвили    |
| 11 | П    | Вячеслав Подберьозкин |
| 12 | З    | Кристиан Рамирез      |
| 14 | П    | Вандерсон             |
| 15 | П    | Илия Жигульов         |
| 16 | П    | Виктор Клаесон        |

| №  | Пост | Играч                                       |
| -- | ---- | ------------------------------------------- |
| 17 | З    | Витали Калешин                              |
| 18 | П    | Владимир Бистров                            |
| 20 | Н    | Николай Комличенко                          |
| 21 | П    | Рикардо Лаборде                             |
| 22 | П    | Жоазиньо                                    |
| 30 | З    | Роман Шишкин (под наем от Локомотив Москва) |
| 33 | П    | Маурисио Перейра                            |
| 77 | П    | Шарл Каборе                                 |
| 88 | В    | Андрей Синицин                              |
| 90 | Н    | Фьодор Смолов                               |
| 95 | П    | Араик Овсепян                               |
| 98 | З    | Сергей Петров                               |

## Известни играчи
- Алексей Ботвинев
- Спартак Гогниев
- Евгений Калешин
- Марсио Нуньо
- Жоаозиньо
- Никола Дринчич
- Юра Мовсисян
- Александър Кулчий
- Алексей Бугаев
- Владислав Игнатиев
- Марат Измайлов
- Владимир Бистров
- Роман Широков

## Български футболисти
- Александър Младенов: 2010 (3 мача - 0 гола)